# Bobby Baker
Robert Gene Baker, dit Bobby Baker (12 novembre 1928 - 12 novembre 2017) était un conseiller politique américain de Lyndon B. Johnson et un organisateur du Parti démocrate. Il est devenu le secrétaire du Sénat auprès du chef de la majorité. 

## Biographie
Bobby Gebe Baker est né à Pickens, en Caroline du Sud. Il est  un collaborateur de Lyndon Johnson durant ses années de sénateur. Lorsque Johnson devient le leader de la majorité au Sénat en 1955, il fait de Baker le Secrétaire de la majorité démocrate. Il est surtout l'homme des affaires troubles en contact avec le milieux affairiste (Ed Levinson, Clint Murchison) et mafieux.
En 1963, il démissionne au cours d’une enquête menée par le Sénat contrôlé par les démocrates sur ses activités commerciales et politiques. L’enquête comprenait des allégations de corruption et d’organisation de faveurs sexuelles en échange de votes au Congrès et de contrats gouvernementaux. L’enquête portait aussi sur les activités financières de Baker et Lyndon Johnson dans les années 1950.
Avant de démissionner, Baker avait acquis une influence majeure au Capitole. Il a démissionné en raison d’allégations d’inconduite et d’un scandale très médiatisé impliquant des contrats gouvernementaux. Il a ensuite purgé 18 mois de prison pour évasion fiscale. En 1978, il co-écrit un mémoire intitulé Wheeling and Dealing, avec Larry L. King. 
L’enquête sur Lyndon Johnson dans le cadre de l’enquête Baker a ensuite été abandonnée après l’assassinat du président Kennedy et l’accession de Johnson à la présidence.